# Terminalia ulexoides
Terminalia ulexoides är en tvåhjärtbladig växtart som beskrevs av Joseph Marie Henry Alfred Perrier de la Bâthie. Terminalia ulexoides ingår i släktet Terminalia och familjen Combretaceae. Utöver nominatformen finns också underarten T. u. aculeata.